# Kostel svatého Jakuba Většího (Brod nad Tichou)
Kostel svatého Jakuba Většího v Brodě nad Tichou je zbarokizovaný gotický kostel v okrese Tachov. Je chráněn jako kulturní památka. Filiální kostel náleží pod římskokatolickou farnost Planá u Mariánských Lázní plzeňské diecéze.

## Stavební fáze
Z raného, případně vrcholně středověkého kostela, se v současné stavbě pravděpodobně nic nedochovalo. Podle pověstí stál předchůdce kostela ještě výše východním směrem než dnešní stavba. Prameny uvádí první písemné zmínky o zdejším kostele v odlišných letech, v roce 1332, 1352 nebo 1369. Nejstarší dochovanou částí je presbytář, který vznikl jako novostavba na konci 15. nebo počátku 16. století. K jeho původním prvkům se řadí klenba, vítězný oblouk, opěrné pilíře, portál do sakristie, okna a nástěnný sanktuář. K presbytáři přiléhá barokní loď s věží, umístěnou v jejím průčelí. Ze stejného období pochází kruchta se emporami, členění fasády a štít. Nákladná rekonstrukce kostela proběhla na konci 20. století a v nedávné době byl restaurován oltář, sanktuář a hřbitovní zeď.

## Stavební podoba
Jednolodní kostel sv. Jakuba Většího je na západě opatřen hranolovou věží a na východě je uzavřen pětibokým presbytářem s opěráky. Presbyterium je klenuté křížovou žebrovou klenbou a hvězdicovou žebrovou klenbou v závěru. V presbytáři se dochovala hrotitá okna s pozdně gotickými kružbami a sanktuář. Na severní straně k němu přiléhá sakristie. Loď je klenutá křížovou žebrovou klenbou a zdobena malbami z roku 1817 od malíře Kryštofa Maura Fuchse. Prostor lodi dotváří kruchta a postranní empory. Hladká fasáda lodi je členěná pilastry, které spolu s horizontálními prvky vytváří pravoúhlé rámce, tzv. lizénové rámy. Do nich jsou zasazena půlkruhově uzavřená okna zdobená šambránami.

## Zasazení do krajiny a historický význam místa
Pahorek s kostelem, přilehlým hřbitovem, budovami bývalé fary a zaniklým hradem vystupuje na východní straně obce. Kostel je významnou krajinnou dominantou západních Čech. Je ze třech stran obehnaný ohradní zdí, která vymezuje plochu hřbitova. Hlavní brána se nalézá v západním úseku zdi po jižní straně věže. Jižně od kostela stojí barokní fara, k níž vede další branka v ohradní zdi a navazuje na její západní průčelí. Další vstupní bránu lze nalézt mezi farou a hřbitovem.